# Annette Hoff
Annette Hoff (født 21. december 1955) er en dansk historiker, seniorforsker og museumsinspektør, som især forsker i landbrugshistorie samt i nydelsesmidlernes historie.
Hoff er uddannet cand.mag. i historie 1980 (Landskabslovene som kilde til det højmiddelalderlige agrarsamfundes socialstruktur med særligt henblik på forskellen mellem Øst- og Vestdanmark). Hun blev 1998 dr.phil. på disputatsen Lov og landskab, hvori hun undersøger det danske landbrug i overgangstiden fra vikingetid til middelalder. Hun er tidligere museumsinspektør ved Horsens Museum og er medlem af bestyrelsen for Landbohistorisk Selskab samt seniorforsker ved Den Gamle By i Aarhus.
Annette Hoff blev i november 2016 tildelt Kulturministeriets forskningspris "Julius Bomholt Prisen" for sit forsknings- og formidlingsarbejde om nydelsesmidlernes danmarkshistorie 